# Dionisio Dolfin (vescovo)
Dionisio Dolfin, talvolta scritto Dionigi Delfino (... – 1626), è stato un vescovo cattolico italiano.

## Biografia
Nacque nella ricca famiglia dei Dolfin di Venezia.
Il 19 giugno 1606 venne eletto vescovo di Vicenza.
Celebrò due sinodi diocesani: nel 1611 e nel 1623.
Morì nel 1626.

## Genealogia episcopale
La genealogia episcopale è:
- Vescovo Otto von Sonnenberg
- Vescovo Friedrich von Zollern
- Vescovo Ruprecht von Pfalz-Simmern
- Vescovo Mathias Schach, O.Cart.
- Vescovo Philipp von der Pfalz
- Cardinale Matthäus Lang von Wellenburg
- Vescovo Ägidius Rehm
- Vescovo Johann Kluspeck, C.R.S.A.
- Vescovo Wolfgang von Salm
- Vescovo Urban Sagstetter
- Arcivescovo Johann Jakob von Kuen-Belasy
- Vescovo Urban von Trennbach
- Arcivescovo Wolf Dietrich von Raitenau
- Cardinale Alfonso Visconti, C.O.
- Cardinale Giovanni Dolfin
- Vescovo Dionisio Dolfin